# Anatoli Tîmoșciuk
Anatolii Oleksandrovîci Tîmoșciuk (ucraineană Анатолій Олександрович Тимощук; (n. 30 martie 1979, Luțk, RSS Ucraineană, URSS) este un fost jucător ucrainean de fotbal. În sezonul 2012-2013 a câștigat pe plan internațional cu Bayern München trofeul Uefa Champions League.

## Palmares

### Club
Șahtior Donețk
- Ukrainian Premier League: 2001–02, 2004–05, 2005–06
- Cupa Ucrainei: 2000–01, 2001–02, 2003–04
- Supercupa Ucrainei: 2005

Zenit St. Petersburg
- Russian Premier League: 2007
- Supercupa Rusiei: 2008
- Supercupa Europei: 2008
- Cupa UEFA: 2007–08

Bayern München
- Bundesliga: 2009–10, 2012–13
- DFB-Pokal: 2009–10, 2012–13
- DFL-Supercup: 2010, 2012
- Liga Campionilor UEFA: 2012–13

### Individual
- Fotbalistul ucrainean al anului: 2002, 2006, 2008
- Ucraina Bravery Order III Degree: 2006
- Ancheta Eurosport: Cel mai bun jucător din Rusia: 2007
- Cetățean de onoare al orașului Luțk: 2008